# 大シルチス
大シルチス台地 (Syrtis Major Planum) は、火星の北の低地と南の高地の境、衝突盆地イシディス平原のちょうど西にあるアルベドの低い「ダークスポット」である。この地形は、マーズ・グローバル・サーベイヤーのデータを元に、標高差が（火星の主要な火山よりは）低い楯状火山であることが発見されたが、以前は平原だと考えられており、シルチス平原 (Syrtis Major Planitia) としても知られる。暗い色はこの地域の玄武岩質の火山岩の存在と塵が少ないことに由来する。

## 地形と地質
大シルチス台地の中心は、北緯8°24′、東経69°30′の地点付近にあり、赤道から北に約1,500km広がり、東西には約1,000km広がっている。大シルチス・クァドラングルの中に存在し、西端のアエリアから東端のイシディス平原まで4km下る大きな坂に取り囲まれている。内部には、標高差6kmの高い山塊が含まれる。大シルチスの大部分は、傾斜度1°以内の坂になっており、タルシス楯状火山よりも傾斜がずっと緩い。内部には、深さ約2kmのカルデラであるニリ・パテラとメロエ・パテラを含む、南北350km東西150kmの範囲に広がる窪地がある。カルデラの底は、周りの大シルチスと比べると隆起していない。ニリ・パテラの底にはクレーターが少ないため、メロエ・パテラよりも若い。岩の多くは玄武岩であるが、ニリ・パテラではデイサイトも検出されている。人工衛星による重力場の測定によって、2つのカルデラを中心に正の重力異常が示され、地下に南北600km東西300kmの範囲のかつてのマグマ溜りが存在することが示唆されている。恐らく輝石が中心でカンラン石も含む密度の高い鉱物で構成され、火山の噴火の前にマグマから沈殿したものと考えられる。クレーターの数から、大シルチスはヘスフェリアン時代初期に、隣接するイシディス平原よりも後に形成されたと考えられている。
| MOLA(Mars Orbiter Laser Altimeter)による着色画像では、イシディス平原（右）と大シルチス（左）が見える。 |  | 大シルチス中央部の昼のテミスによる赤外線モザイク画像。ニリ・パテラとメロエ・パテラがそれぞれ中心の左上と右下に見える。 |
| MOLA(Mars Orbiter Laser Altimeter)による着色画像では、イシディス平原（右）と大シルチス（左）が見える。 |  | 大シルチス中央部の昼のテミスによる赤外線モザイク画像。ニリ・パテラとメロエ・パテラがそれぞれ中心の左上と右下に見える。 |

## 発見と命名
大シルチスという名前は、リビアにあるシドラ湾の古代ローマ時代の名前Syrtis maiorに由来する。
大シルチスは、他の惑星の地形の特徴として初めて記述されたものである。クリスティアーン・ホイヘンスが発見し、1659年の火星の描画の中に描かれた。彼は、火星の1日の長さを推定するために、この地形を繰り返し観測した。この地形は当初、"Hourglass Sea"として知られていたが、地図製作者毎に異なる名前が与えられた。1840年、ヨハン・ハインリッヒ・メドラーは自身の観測を元に火星の地図を編集し、この地形を"Atlantic Canale"と呼んだ。1867年のリチャード・プロクターの地図では、ライデン天文台のフレデリク・カイセルに因んで"Kaiser Sea"と呼ばれた。カミーユ・フラマリオンは、1876年にプロクターの術語体系を改訂していた際、"Mer du Sablier"（フランス語で"Hourglass Sea"）と命名し直した。"Syrtis Major"という名前は、1877年の火星の地球への接近の際の観測に基づいて作った地図の中で、ジョヴァンニ・スキアパレッリが与えたものである。

## 季節による変動
大シルチスは、季節による変動や長期間の変動があるため、多く観測されてきた。これは、この地形が浅い海であるという仮説を生み、後に変動は季節による植生の変化に由来するという説も生まれた。しかし、1960年代から1970年代のマリナー計画とバイキング計画の探査機によって、この変動は、風が塵や砂を吹き飛ばすことによるものだという結論に達した。クレーターに吹き下ろす明るい色の筋等の風による地表への沈殿は多く存在する。これらの筋は、クレーターの縁から風によって塵が集められたものである。

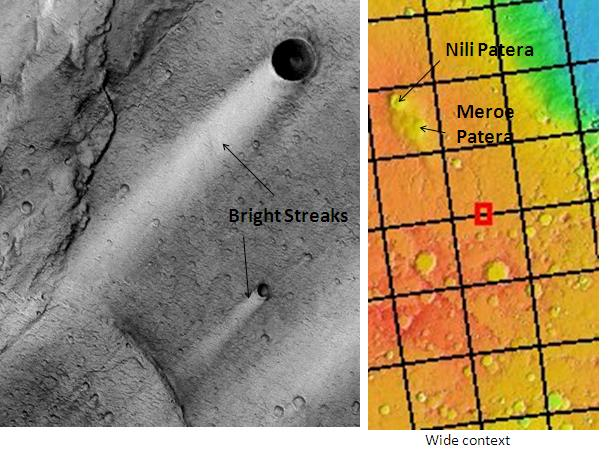
風による明るい筋